# Сагами (река)
Сагами (яп. 相模川 сагамигава) — река в Японии на острове Хонсю. В верховьях река также называется Кацура (яп. 桂川 кацурагава), а у устья — Баню (яп. 馬入川 баню:гава). Протекает по территории префектур Канагава и Яманаси.
Река берёт начало из озера Яманака, лежащего на склоне Фудзи, там она называется Кацура. В верховьях в Сагами впадают Сасаго (笹子川) и Кадзуно (葛野川), после чего она течёт на восток по префектуре Яманаси. Далее река попадает в префектуру Канагава, где меняет название на Сагами и впадает в возведённое в 1947 году водохранилище Сагами, образованное одноимённой плотиной. Чуть ниже расположено водохранилище Цукуи, образованное построенной в 1965 году плотиной Сирояма. Оттуда река течёт на юг по центральной части префектуры Канагава. После слияния с Накацу-гавой Сагами впадает в залив Сагами Тихого океана.
Около 80 % бассейна реки занимает природная растительность, около 10 % — сельскохозяйственные земли, около 10 % застроено.
Длина реки составляет 113 км (или 109 км), на территории её бассейна (1680 км²) проживает 1,33 млн человек. Согласно японской классификации, Сагами является рекой первого класса.